# Osing

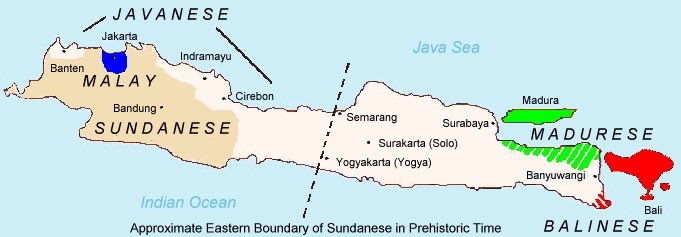
Carte linguistique de Java montrant l'aire de la langue osing, en hachuré rouge et blanc, à l'extrémité sud-est de l'île

Les Osing sont une population de l'extrémité orientale de l'île de Java en  Indonésie. Au  nombre de 400 000 environ et parlant l'osing, ils habitent le kabupaten de Banyuwangi dans la province de Java oriental.
Les Osing se disent les héritiers de l'ancienne principauté de Blambangan, dont les souverains étaient restés hindouistes jusqu'à ce que la VOC (Compagnie néerlandaise des Indes orientales les forcent à se convertir à l'islam en 1770.

## Histoire
Après que les troupes du royaume musulman de Demak eurent conquis la partie occidentale de l'est de Java, la principauté de Blambangan est restée hindouiste. Blambangan s'est alors mise sous la protection des rois balinais. Les Hollandais de la VOC, soucieux de soustraire l'est de Java à l'influence balinaise, finiront par imposer leur souveraineté à Blambangan en 1770 et à forcer leurs princes à se convertir à l'islam.

## Religion et culture
Les Osing se disent musulmans. Certains sont restés hindouistes et fêtent le Nyepi. On compte également 2 000 ou 3 000 chrétiens.
La culture osing possède des similarités avec celles des Balinais, notamment pour la danse et la musique.

### Le village coutumier de Kemiren
Le gouvernement du kabupaten de Banyuwangi, conscient du potentiel touristique de la culture osing, a institué le village de Kemiren, dans le district de Glagah, comme desa adat (village coutumier) dont le rôle serait de préserver cette culture. Un festival annuel y est organisé, ainsi que d'autres événements culturels.